# Gochūmon wa Usagi desu ka?
Gochūmon wa Usagi desu ka? (Nhật: ご注文はうさぎですか? n.đ. "Quý khách đặt thỏ phải không ạ?"), thường được viết tắt là GochiUsa (ごちうさ), là series manga hài Nhật Bản sáng tác bởi Koi, được đăng tuần tự trong tạp chí Manga Time Kirara Max mục seinen manga của nhà xuất bản Hōbunsha từ tháng 3 năm 2011. Series anime được sản xuất bởi White Fox và phát sóng ở Nhật Bản từ tháng 4 đến tháng 6 năm 2014. Mùa 2 do White Fox và Kinema Citrus đồng sản xuất, phát sóng ở Nhật Bản từ tháng 10 đến tháng 12 năm 2015. Một tập phim dài được Production doA sản xuất, sau đó phát hành vào tháng 11 năm 2017. Một tập OVA sẽ ra vào 26 tháng 9 năm 2019, và mùa thứ ba được phát sóng vào năm 2020.

## Cốt truyện
Trong một thị trấn mà nhà thì làm bằng gỗ, con đường thì làm bằng đá cuội, lấy cảm hứng từ Colmar, Pháp, Cocoa bị lạc vì mải đi theo những chú thỏ khi đang đi tìm chỗ trọ. Cô vào quán cà phê Rabbit House vì nghĩ rằng sẽ có những chú thỏ ở đó. Trùng hợp thay, đó lại là nơi mà Cocoa tìm kiếm, cô gặp một cô bé nhỏ nhắn và ít nói, đội một chú thỏ trên đầu, tên là Chino. Cocoa nhanh chóng làm quen và bắt đầu cuộc sống mới của mình trong quán Rabbit House.

## Nhân vật
Hoto Kokoa (保登 心愛)
Lồng tiếng bởi: Sakura Ayane
Thường được viết là Cocoa (ココア Kokoa). Là một cô gái từ một tiệm bánh mì ở một nơi rất xa (không có sóng điện thoại) chuyển đến ở lại và làm việc trong quán cà phê Rabbit House. Có tính cách năng động và hòa đồng, có nhiều ước mơ và rất thích những thứ dễ thương, xem Chino như em gái (siscon), rất dễ bị lạc, có kỹ năng làm bánh mì và có tài trong toán học. Tên cô ấy là lối chơi chữ của từ Hot cocoa.
Kafū Chino (香風 智乃)
Lồng tiếng bởi: Minase Inori
Thường được viết là Chino (チノ). Là cháu gái của chủ quán và làm barista trong quán cà phê Rabbit House. Nhỏ tuổi hơn Cocoa. Có tính cách là kuudere, ít nói. Chỉ Chino với bố Chino biết bí mật của Tippy và ông nội. Người mẹ đã mất của Chino chính là người làm ra đồng phục cho quán cà phê Rabbit House vì muốn Chino làm việc với bạn bè khi lớn lên. Tên cô ấy là lối chơi chữ của từ Cappuccino.
Tedeza Rize (天々座 理世)
Lồng tiếng bởi: Taneda Risa
Thường được viết là Lize (リゼ Rize). Làm bán thời gian tại Rabbit House. Lớn tuổi hơn Cocoa. Bố làm trong quân đội, cô có tính cách đầy mạnh mẽ và kỷ luật quân sự, nhưng vẫn rất dễ thương và tốt bụng. Thậm chí cô còn mang một khẩu Glock và một con dao trên người. Lize còn có một khía cạnh hết sức nữ tính khác tên là Rosé. Cô học trong một trường nữ sinh danh tiếng cùng với Sharo, khác trường với Cocoa và Chiya. Tên cô ấy là lối chơi chữ của trà Thé des Alizés.
Ujimatsu Chiya (宇治松 千夜)
Lồng tiếng bởi: Satō Satomi
Là bạn thân cùng lớp với Cocoa. Hàng xóm của Sharo. Gia đình mở quán trà Ama Usa An (甘兎庵) có linh vật là một con thỏ tên Anko. Chiya là một người đa sầu đa cảm, có tài văn học, cô thường tự sáng tạo tên riêng khác cho các món trong menu của quán (chỉ Cocoa hiểu được). Chiya vừa nấu ăn vừa làm phục vụ một mình. Bà cô ấy đã từng là đối thủ với ông Chino. Họ cô ấy là lối chơi chữ của trà uji matcha.
Kirima Sharo (桐間 紗路)
Lồng tiếng bởi: Uchida Ma'aya
Thường được viết là Sharo (シャロ). Bạn thời thơ ấu của Chiya. Làm việc bán thời gian trong một quán trà thảo mộc. Có tính cách và ngoại hình như một quý tiểu thư xinh đẹp. Theo học tại trường ưu tú giống như Lize, với tư cách là học sinh giành được suất học bổng. Sợ thỏ và dễ say caffeine. Yêu Lize. Sống cùng một con thỏ màu hoang màu xám tên là "Wild Geese" (ワイルドギース Wairudo Gīsu), Sharo miễn cưỡng để ở trong nhà với điều kiện là nó tự tìm thấy thức ăn của mình. Tên cô ấy là lối chơi chữ của cà phê Kilimanjaro.
Jōga Maya (条河 麻耶)
Lồng tiếng bởi: Tokui Sora
Thường được viết là Maya (マヤ). Bạn thân học cùng lớp với Chino. Năng động, hoạt bát và ngưỡng mộ của Lize, một phần là do sở thích về quân sự của Maya. Tên cô ấy là lối chơi chữ của trà Jogmaya.
Natsu Megumi (奈津 恵)
Lồng tiếng bởi: Murakawa Rie
Thường được viết là Megu (メグ). Là bạn thân học cùng lớp với Chino. Mẹ là một giáo viên múa ba lê nên Megu múa ba lê rất giỏi.Tên cô ấy là lối chơi chữ của Hạt nhục đậu khấu.
Aoyama Midori (青山 翠)
Lồng tiếng bởi: Hayami Saori
Là một nữ tiểu thuyết gia bút danh là Aoyama Blue Mountain (青山ブルーマウンテン Aoyama Burū Maunten). Cô ngưỡng mộ ông nội của Chino (cô ấy thường gọi là "Master" (マスター Masutā)) và luôn luôn hỏi ý kiến ông ấy về các câu chuyện của cô. Cô dừng viết khoảng một thời gian ngắn sau khi cô bị mất cây bút do ông nội của Chino tặng và tạm thời làm việc tại Rabbit House. Tên cô ấy là lối chơi chữ của Cà phê Blue Mountain.
Tippy (ティッピー Tippī)
Lồng tiếng bởi: Kiyokawa Motomu
Tippy linh vật của quán Rabbit House. Là một con Thỏ Angora giống cái với giọng nói đàn ông. Có bộ lông mềm mại, hình dáng tròn tròn nên trông giống quả bóng hơn một con thỏ.Thường ngồi trên đầu Chino và giúp bố của Chino tại quán bar. Tippy chính là ông nội của Chino sau khi đã mất, người điều hành quán cà phê Rabbit House.
Kafū Takahiro (香風 タカヒロ)
Lồng tiếng bởi: Hayami Shō
Bố của Chino. Vào buổi tối, Rabbit House sẽ trở thành một quán bar, ông làm bartender tại đây cùng với Tippy. Ông là bạn của bố Lize, cả hai đều là những người lính. Ông thích họa tiết thỏ con.
Hoto Moka (保登 モカ)
Lồng tiếng bởi: Kayano Ai
Thường được viết là Mocha (モカ Moka). Chị gái của Cocoa. Rất thương yêu Cocoa. Tên cô ấy là lối chơi chữ của Cà phê mocha. Cô ấy rất giống với Cocoa, là chị gái đáng tin cậy, chín chắn và chững chạc hơn Cocoa. Cocoa yêu quý và ngưỡng mộ Mocha, cô chính là nguồn cảm hứng và động lực cho Cocoa (kể cả tính siscon).
Mate Rin (真手 凛)
Lồng tiếng bởi: Kimura Juri
Là bạn kiêm biên tập viên của tiểu thuyết gia Aoyama Midori. Cô rất thích các tác phẩm Aoyama Blue Moutain, mỗi khi Aoyama trễ hạn cô sẽ xuất hiện. Tên cô là lối chơi chữ theo cà phê Mandheling.

## Các chuyển thể

### Manga
| #  | Ngày phát hành            | ISBN              |
| -- | ------------------------- | ----------------- |
| 1  | ngày 27 tháng 2 năm 2012  | 978-4-8322-4119-0 |
| 2  | ngày 27 tháng 2 năm 2013  | 978-4-8322-4269-2 |
| 3  | ngày 27 tháng 3 năm 2014  | 978-4-8322-4420-7 |
| 4  | ngày 26 tháng 9 năm 2015  | 978-4-8322-4617-1 |
| 5  | ngày 27 tháng 8 năm 2016  | 978-4-8322-4734-5 |
| 6  | Ngày 9 tháng 11 năm 2017  | 978-4-8322-4894-6 |
| 7  | Ngày 7 tháng 11 năm 2018  | 978-4-8322-4990-5 |
| 8  | Ngày 27 tháng 9 năm 2019  | 978-4-8322-7119-7 |
| 9  | Ngày 25 tháng 12 năm 2020 | 978-4-8322-7237-8 |
| 10 | Ngày 25 tháng 12 năm 2021 | 978-4-8322-7333-7 |

| # | Nhan đề | Ngày phát hành            | ISBN              |
| - | --- | ------------------------- | ----------------- |
| 1 | Go chūmon wa usagi desu ka? Ansorojī komikku 1 (ご注文はうさぎですか？ アンソロジーコミック 1)                                               | ngày 26 tháng 4 năm 2014  | 978-4-8322-4436-8 |
| 2 | Go chūmon wa usagi desu ka? Ansoroji komikku 2 (ご注文はうさぎですか？ アンソロジーコミック 2)                                               | ngày 26 tháng 9 năm 2015  | 978-4-8322-4618-8 |
| 3 | Go chūmon wa usagi desu ka? Chimame-tai ansoroji 〜 Happy Diary!〜 (ご注文はうさぎですか？ チマメ隊 アンソロジー 〜Happy Diary!〜)           | ngày 25 tháng 11 năm 2016 | 978-4-8322-4768-0 |
| 4 | Go chūmon wa usagi desu ka? Rabit to hau suan soroji 〜 coffee break 〜 (ご注文はうさぎですか？ ラビットハウスアンソロジー 〜coffee break〜) | ngày 9 tháng 11 năm 2017  | 978-4-8322-4894-6 |

### Anime
Anime được sản xuất bởi White Fox và phát sóng tại nhật từ ngày 10 tháng 4 đến này 26 tháng 6 năm 2014. bài Opening là "Daydream Café" của Petit Rabbit's (Sakura Ayane, Minase Inori, Taneda Risa, Satō Satomi, và Uchida Maaya), còn nhạc Ending là "Poppin' Jump♪" (ぽっぴんジャンプ♪ Poppin Janpu) của Chimame-tai (Minase Inori, Tokui Sora và Murakawa Rie). nhạc Ending ở tập 12 là "Nichijou Decoration" (日常デコレーション Nichijō Dekorēshon, lit. "Everyday Decoration") bởi Petit Rabbit's. Bộ phim được cấp phép bởi Sentai Filmworks ở Bắc Mĩ.
Mùa 2 là sự hợp tác và đồng sản xuất bởi White Fox và Kinema Citrus, đã được thông báo vào tháng 3 năm 2015 và phát sóng tại Nhật Bản từ ngày 10 tháng 10 đến ngày 26 tháng 12 năm 2015. Ca khúc mở đầu là bài "No Poi!" (ノーポイッ！ Nōpoi!) được thể hiện bởi Petit Rabbit's, còn ca khúc kết thúc là "Tokimeki Poporon♪" (ときめきポポロン♪) được thể hiện bởi Chimame-tai. Vào tháng 5 năm 2016, một tập đặc biệt đã được thông báo phát hành.
Mùa thứ ba có tên là Gochūmon wa Usagi Desu ka? BLOOM được sản xuất bởi  Encourage Films cùng dàn nhân sự cũ và bắt đầu phát sóng truyền hình từ ngày 10 tháng 10 năm 2020 đến ngày 26 tháng 12 năm 2020.  Ca khúc mở đầu phim là "Tenkū Cafeteria" (天空カフェテリア) do Petit Rabbit's trình bày và ca khúc kết thúc tên là "Nakayoshi! Maru! Nakayoshi!" (なかよし！○！なかよし！) được thực hiện bởi Chimame-tai. Trong tập 12 mùa 3, ca khúc kết thúc được đổi sang bài hát "Yume<Utsutsu→Happy time" (ユメ＜ウツツ→ハッピータイム) của Petit Rabbit's.

#### Danh sách tập phim

##### Mùa 1
| STT | Tên | Ngày phát sóng           |
| --- | --- | ------------------------ |
| 1   | "Hitome de, Jinjō de nai Mofumofu da to Minuita yo" (ひと目で、尋常でないもふもふだと見抜いたよ)                                                                    | ngày 10 tháng 4 năm 2014 |
| 2   | "Komugi o Aishita Shōjo to Azuki ni Aisareta Shōjo" (小麦を愛した少女と小豆に愛された少女)                                                                          | ngày 17 tháng 4 năm 2014 |
| 3   | "Hajimete Yotta Hi no koto Oboeteru? Jibun no Ie de Kyanpufaiyā shiyō to shita wayone" (初めて酔った日の事憶えてる? 自分の家でキャンプファイヤーしようとしたわよね) | ngày 24 tháng 4 năm 2017 |
| 4   | "Rakkī Aitemu wa Yasai to Tsumi to Batsu" (ラッキーアイテムは野菜と罪と罰)                                                                                          | ngày 1 tháng 5 năm 2014  |
| 5   | "Kokoa to Akuinaki Satsui" (ココアと悪意なき殺意) | ngày 8 tháng 5 năm 2014  |
| 6   | "Ohanashi o suru Ohanashi" (お話をするお話) | ngày 15 tháng 5 năm 2014 |
| 7   | (Call Me Sister) | ngày 22 tháng 5 năm 2014 |
| 8   | "Pūru ni Nurete, Ame ni Nurete, Namida ni Nurete" (プールに濡れて 雨に濡れて涙に濡れて)                                                                             | ngày 29 tháng 5 năm 2014 |
| 9   | "Aoyama Suranpu Maunten" (青山 スランプマウンテン) | ngày 5 tháng 6 năm 2014  |
| 10  | "Tai Onee-chan-yō Kessen Butai, Tsūshō Chimame-tai" (対お姉ちゃん用決戦部隊、通称チマメ隊)                                                                          | ngày 12 tháng 6 năm 2014 |
| 11  | "Shoujo wa Akai Gaitou o Matoi Usagi o Karite Seiya no Sora o Iku" (少女は赤い外套を纏いウサギを駆りて聖夜の空を行く)                                               | ngày 19 tháng 4 năm 2014 |
| 12  | "Kimi no Tame nara Nebō suru" (君のためなら寝坊する) | ngày 26 tháng 4 năm 2014 |

##### Mùa 2
| STT | Tên | Ngày phát sóng            |
| --- | --- | ------------------------- |
| 1   | "Egao to Furasshu ga Yakamashī, Kore ga Watashi no Jishō Ane desu" (笑顔とフラッシュがやかましい これが私の自称姉です) | ngày 10 tháng 10 năm 2015 |
| 2   | "Hai-iro Usagi to Haikaburi-hime" (灰色兎と灰かぶり姫)                                                                 | ngày 17 tháng 10 năm 2015 |
| 3   | "Kaiten Butō Densetsu Ahiru-tai" (回転舞踏伝説アヒル隊)                                                                | ngày 24 tháng 10 năm 2015 |
| 4   | "Kokoa-senpai no Yūga na Osakai Chūtoriaru" (ココア先輩の優雅なお茶会チュートリアル)                                   | ngày 31 tháng 10 năm 2015 |
| 5   | "Hitokuchi de Futsū no Mochimochi da to Minuita yo" (ひと口で普通のもちもちだと見抜いたよ)                             | ngày 7 tháng 11 năm 2015  |
| 6   | "Kigumi no Machi Misshon Konpurīto" (木組みの街攻略完了)                                                               | ngày 14 tháng 11 năm 2015 |
| 7   | "Amaenbō na Ano Ko wa Shabondama no Yō ni Hakanaku Kieru" (甘えん坊なあの子はシャボン玉のように儚く消える)             | ngày 21 tháng 11 năm 2015 |
| 8   | "Sunīkingu Sutōkingu Sutōkā Sutōrī" (スニーキングストーキングストーカーストーリー)                                     | ngày 28 tháng 11 năm 2015 |
| 9   | "Kedama wa Tokkōshi Mujihi na Botan wa Hanatareru" (毛玉は特攻し無慈悲なボタンは放たれる)                              | ngày 5 tháng 12 năm 2015  |
| 10  | "Ī o Sagasu Nichijō" (Eを探す日常)                                                                                     | ngày 12 tháng 12 năm 2015 |
| 11  | "Sutādasuto Maimu Maimu" (スターダスト・マイムマイム)                                                                  | ngày 19 tháng 12 năm 2015 |
| 12  | "Takaramono wa Kimi no Ketteiteki Shunkan" (宝物は君の決定的瞬間)                                                      | ngày 26 tháng 12 năm 2015 |

### Các chuyển thể khác
Nhân vật và bài hát từ Gochūmon wa Usagi desu ka? xuất hiện cùng với các nhân vật anime khác trong rhythm game, Miracle Girls Festival, được phát triển bởi Sega. visual novel phát triển bởi 5pb., tựa đề là Gochūmon wa Usagi desu ka?? Wonderful party! (ご注文はうさぎですか？？ Wonderful party!), được phát hành ở Nhật vào ngày 3 tháng 3 năm 2016.